# Elia Dalla Costa
Elia Dalla Costa (ur. 14 maja 1872 w Villaverla, zm. 22 grudnia 1961 we Florencji) − włoski duchowny katolicki, arcybiskup Florencji i kardynał, Czcigodny Sługa Boży Kościoła katolickiego.

## Życiorys
Urodził się jako najmłodsze z pięciu dzieci Luigiego i Teresy Dal Balcon. Na chrzcie otrzymał imiona Elia Angelo. Ukończył seminaria w Vicenzy i Padwie. Święcenia kapłańskie otrzymał 25 lipca 1895 z rąk Antonio Feruglio, biskupa Vicenzy. W latach 1895–1897 kontynuował studia. Pracował następnie duszpastersko, będąc jednocześnie wykładowcą w seminarium w Vicenzy aż do 1923 roku.
25 maja 1923 został biskupem Padwy. Konsekrowany w katedrze w Vicenzy przez bpa Ferdinando Rodolfi, biskupa Vicenzy. 19 grudnia 1931 został przeniesiony na urząd metropolity Florencji. Na konsystorzu z marca 1933 kreowany kardynałem prezbiterem z tytułem prezbitera San Marco. Brał udział w konklawe 1939 i 1958 roku, będąc jednym z papabile. Podczas II wojny światowej działał by ulżyć cierpieniom ludności cywilnej. Nie bał się przeciwstawić władzom w obronie praw człowieka, ochronie uciekinierów i ludzi słabych i chorych. Szczególne znaczenie miały jego działania na rzecz Żydów z Florencji i uchodźców poprzez utworzenie specjalnego komitetu. Umarł jako najstarszy żyjący członek kolegium kardynalskiego. Pochowany w bazylice katedralnej we Florencji.
22 grudnia 1981 otwarto jego proces beatyfikacyjny. 4 maja 2017 papież Franciszek promulgował dekret o heroiczności jego cnót.
W lutym 2014 został pośmiertnie uhonorowany medalem Sprawiedliwy wśród Narodów Świata.